# درة دول (كولكني)
درة دول (بالفارسية: دره دول) هي قرية تقع في إيران في قسم كولكني الريفي. يقدر عدد سكانها بـ 76 نسمة بحسب إحصاء 2016.